# Лавалле, Теофиль
Теофиль Лавалле (фр. Théophile Lavallée; 1804—1866) — французский историк.
Профессор географии и военной статистики в Сен-сирском училище, написал: «Jean sans Peur» (П., 1829), «Histoire des Français» (1838—1841), «Histoire de Paris» (1852), «M-me de Maintenon et la maison de Saint-Cyr» (1853), «Histoire de l’Empire Ottoman» (1855), «La Famille d’Aubigné et l’enfance de M-me de Maintenon» (1863), «Les Frontières de la France» (1864) и др.